# Аяпов, Ускенбай Аяпович
Ускенбай Аяпович Аяпов каз. Өскенбай Аяпұлы Аяпов; (15 сентября 1929, с. Байкадам — 17 января 1983, Алма-Ата) — советский казахский учёный, автор ряда промышленно-значимых изобретений в сфере строительства и металлургии; доктор технических наук (1973), профессор (1973), член-корреспондент АН Казахстана (1979).

## Биография
Работал в 1959—1975 годах старшим научным сотрудником, научным секретарём, заведующим лабораторией Алматинского проектного института строительных материалов. В 1975—1983 годы — заведующий лабораторией, заместитель директора по научной работе Института металлургии. В 1976—1979 гг. руководил Государственной комиссией по оценке качества продукции производителей строительных материалов.
Основные научные труды посвящены гидратации при затвердении вяжущих материалов и образованию структуры. Предложил применить в строительстве ускорительные добавки, определил влияние кристаллизации гипса и связи щелочей на структуру строительных материалов. Получил 30 авторских свидетельств.
Результаты проведенных исследований широко используются на предприятиях республики Казахстан, производящих строительные материалы.

## Научные труды
- «Исследование структуры и водостойкости затвердевшего гипса», Автореферат диссертации на соискание учёной степени кандидата технических наук / Акад. наук Каз. ССР. Ин-т металлургии и обогащения. (Алма-Ата, 1954).
- «Катализ и ускорение твердения бетона» (Москва, 1964).
- «Исследование процессов твердения вяжущих с добавками-интенсификаторами», Автореферат диссертации на соискание учёной степени доктора технических наук (Киев, 1972).
- «О теории действия и классификации добавок-ускорителей твердения цемента» (Москва, 1974).
- «Твердение вяжущих с добавками-интенсификаторами» (Алма-Ата, 1978).
- «Вяжущие и бетоны из минеральных отходов промышленности Казахстана» (Алма-Ата, 1982).